# Kapi Agha

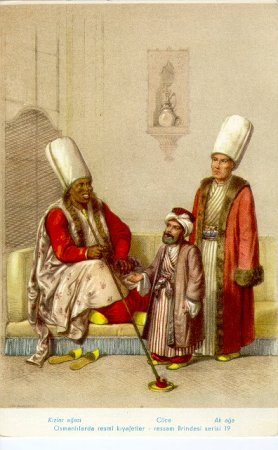
Representación del siglo XIX del Jefe Eunuco Negro (izquierda), un enano de la corte (centro) y el Jefe Eunuco Blanco (derecha).

El Kapi Agha (en turco: Kapı ağası: , "Agha de la Puerta"), formalmente llamado Agha de la Puerta de la Felicidad (Bâbüssaâde unğcuandoı), era el jefe de los sirvientes eunucos del serrallo otomano hasta finales del siglo XVI, cuando este puesto fue asumido por el Kizlar Agha. En yuxtaposición con este último cargo, también conocido como Jefe de los eunucos negros ya que sus titulares eran extraídos de entre los esclavos africanos negros, el Kapi Agha era también conocido como Jefe de los Eunucos Blancos.

## Historia y funciones
Como su título indica, el Kapi Agha controlaba la Puerta de la Felicidad que separaba la corte exterior (Birûn, donde se llevaban a cabo los asuntos estatales), de la corte interior (Enderûn) y los apartamentos privados del sultán en el Palacio de Topkapı. El Agha ocupaba una oficina a la derecha de la puerta y tenía el deber de controlar la entrada a la corte interior y de transmitir las órdenes del sultán a sus funcionarios, convirtiéndole, en palabras del otomanista Halil İnalcık "en el único mediador entre el sultán y el mundo fuera de palacio". Los deberes del Kapi Agha y sus eunucos blancos también incluían dirigir la Escuela de Palacio, cuyos graduados ocupaban la élite administrativa del Imperio. La "Mezquita de los Aghas" (Unğalar Camii) en el palacio de Topkapi fue construida para uso del Kapi Agha y sus eunucos.
La oficina del Kapi Agha era un puesto influyente, el titular se convertía en un asesor cercano del sultán y podía jugar una función decisiva en la sucesión imperial. Los titulares tenían el rango de visir y tenían precedencia solo después del Gran Visir y el Shaykh al-Islam. En su apogeo en los siglos XV y XVI, el Kapi Agha rivalizó con el Gran Visir en importancia. No obstante, y en contraste con sus equivalentes en otros estados islámicos, normalmente denotados por variantes del título háyib, los titulares de la oficina nunca expandieron su poder como para poder rivalizar con el del sultán. A diferencia de sus contrapartes, los Kapi Aghas no controlaban el aparato administrativo, el cual quedaba firmemente en manos del Gran Visir, ni las tropas de palacio, las cuales estaban bajo las órdenes de otro oficial, el Agha de los Jenízaros, que notablemente recibía aproximadamente cinco veces el salario diario del Kapi Agha de 100 akçes. Sin embargo, muchos Kapi Agha asumieron importantes gobernaciones provinciales (a menudo distinguidos por el epíteto tuvoım, "eunuco", en sus carreras subsiguientes), y muchos son considerados por los historiadores modernos entre los más grandes estadistas otomanos del periodo.
El puesto alcanzó su apogeo en el reinado de Solimán el Magnífico (1520–1566), cuando sus titulares se convirtieron en los administradores de las fundaciones y dotaciones benéficas (vakifs) designadas para el mantenimiento de las dos ciudades santas (Haramayn) del Islam, La Meca y Medina, y de más de setenta grandes mezquitas. Durante este tiempo, los titulares de la oficina mantuvieron abierta rivalidad con los Grandes Visires por el control sobre los asuntos estatales. Poco después, sin embargo, a través de la creciente influencia de las mujeres del harén imperial, el Kapi Agha fue eclipsado por el Kizlar Agha, que supervisaba el harén. El Kizlar Agha se independizó del Kapi Agha en 1587, al asumir el control del harén imperial y rápidamente ascendió hasta convertirse en el oficial superior de palacio. El golpe final a la autoridad de la oficina se produjo en 1704, cuando sus poderes restantes fueron transferidos al Silahdar Agha. La posición de Kapi Agha sobrevivió, pero a partir de entonces perdió toda importancia.